# 이원종 (1944년)
이원종(1944년 9월 15일~)은 대한민국의 배우이자 연극인이다.
1961년 연극배우로 첫 데뷔를 한 후 1970년 서울중앙방송(현재의 KBS 한국방송공사) 공채 9기 탤런트로 정식 데뷔하였다. 그의 서울중앙방송 공채 9기 탤런트 동기로는 박인환, 김진구, 황범식, 백찬기, 박혜숙, 조재훈, 이현두 등이 있었다.
"감초 연기의 명대가", "서민 배우"라는 이미지로도 유명한 그는 2012년 3월 이후 현재까지 강원도 춘천 지역에서 귀농 농부 생활을 겸하면서 배우 생활을 하고 있다.

## 학력
- 대구동인국민학교 전학
- 경산남산국민학교 삼성분교 졸업
- 자인중학교 졸업
- 대륜고등학교 졸업
- 서라벌예술초급대학 연극영화학과 중퇴(1963년 8월)

## 출연작

### 연극
- 1963년 《원술랑》

### 영화
- 2003년 《란의 연가》
- 2019년 《파고다》

### 텔레비전 드라마
- 1975년 《전우》 ... 국군 병사 역
- 1979년 《대한국인》 ... 이군명 역
- 1980년 《파천무》 ... 어의 역
- 1981년 《형제》
- 1982년 《풍운》 ... 정원용/심상훈 역
- 1982년 《세 자매》 ... 각종 단역
- 1982년 《그 여름의 이틀》 ... 여운홍 역
- 1983년 《전우》 ... 노인/북괴군 군관 역
- 1984년 《독립문》 ... 심상훈 역
- 1984년 《진실을 찾아서》
- 1985년 《광장》
- 1985년 《황토》
- 1986년 《임이여 임일레라》
- 1987년 《TV 손자병법》 ... 각종 단역
- 1988년 《제7병동》
- 1988년 《사로잡힌 영혼》
- 1988년 《토지》 ... 각종 단역
- 1988년 《전원일기》 ... 각종 단역
- 1989년 《지포리에서 생긴 일》
- 1989년 《왕룽일가》... 홍씨 역
- 1989년 《지리산》
- 1989년 《영주의 증명》
- 1989년 《당추동 사람들》
- 1990년 《구리반지》
- 1990년 《5학년 3반 청개구리들》
- 1990년 《대추나무 사랑걸렸네》 ... 각종 단역
- 1990년 《서울뚝배기》
- 1990년 《여명의 그날》 ... 김병로 역
- 1991년 《동의보감》
- 1991년 《형》
- 1991년 《KBS 드라마게임 - 그리움을 향하여》 어부역
- 1992년 《내일은 사랑》 ... 충청남도 부여 농민 역
- 1993년 《제3공화국》 ... 중앙정보부 요원/엄민영 역
- 1994년 《한명회》
- 1994년 《겨울 도화리》
- 1994년 《역사 앞에서》
- 1994년 《딸부잣집》 ... 떡집 종업원 역
- 1995년 《젊은이의 양지》 ... 임춘만 역
- 1995년 《제4공화국》 ... 신민당 국회의원 박용만/정인숙의 아버지 정도환 역
- 1995년 《코리아게이트》 ... 육군 보안사령관 예하 비서실 실장 박영선 대령 역
- 1995년 《찬란한 여명》 ... 이재덕/조병직 역
- 1996년 《임꺽정》 ... 임꺽정 조부/억석 역
- 1996년 《용의 눈물》 ... 청주 목사/덕천 군수/원주 촌로 역
- 1997년 《파랑새는 있다》... 진득한 역
- 1997년 《그대 나를 부를 때》
- 1998년 《내일》
- 1998년 《종이학》 ... 중국집 배달부 역
- 1999년 《왕과 비》... 이극배 역
- 2000년 《태조 왕건》... 철원 백성/송함흥/왕건의 내관 역
- 2001년 《명성황후》 ... 이회정 역
- 2002년 《제국의 아침》... 전방 역
- 2002년 《태양인 이제마》... 마 서방 역
- 2002년 《야인시대》 ... 이재희의 아버지 역
- 2003년 《무인시대》 ... 이고의 아버지 역
- 2004년 《토지》 ... 김서방 역
- 2006년 《서울 1945》... 거간꾼/대목장 역
- 2006년 《불량가족》 ... 나리 진짜 할아버지 역
- 2007년 《산 너머 남촌에는》
- 2008년 《최강칠우》 ... 병관 아재 역
- 2008년 《에덴의 동쪽》 ... 태성광업소 직원 역
- 2008년 《그들이 사는 세상》
- 2010년 《나쁜 남자》 ... 심건욱의 부모 묘소를 알려주는 남자 역
- 2012년 《산 너머 남촌에는 2》 ... 사과 과수원 업주 역
- 2013년 《너의 목소리가 들려》
- 2014년~2015년 《오만과 편견》 ... 문철배 역
- 2016년 《디어 마이 프렌즈》

### 재연극
- 1994년~1999년 KBS1 긴급구조119
- 2005년 MBC  현장기록 형사
- 2014년 MBN  기막힌 이야기 실제상황